# Ceaus, Mejova
Ceaus (în ucraineană Чаус) este un sat în comuna Bohdanivka din raionul Mejova, regiunea Dnipropetrovsk, Ucraina.

## Demografie
Componența lingvistică a localității Ceaus
     Ucraineană (93,65%)
     Rusă (6,35%)
Conform recensământului din 2001, majoritatea populației localității Ceaus era vorbitoare de ucraineană (93,65%), existând în minoritate și vorbitori de rusă (6,35%).